# Acianthera geminicaulina
Acianthera geminicaulina é  uma espécie de orquídea (Orchidaceae) que existe do Equador à Costa Rica.

## Publicação e sinônimos
- Acianthera geminicaulina (Ames) Pridgeon & M.W.Chase, Lindleyana 16: 243 (2001).

Sinônimos homotípicos:
- Pleurothallis geminicaulina  Ames, Schedul. Orchid. 6: 59 (1923).